# أوبردو (كيبك)
أوبردو (بالإنجليزية: Huberdeau, Quebec) هي بلدية محلية في كيبيك تقع في كندا في Les Laurentides Regional County Municipality. يقدر عدد سكانها بـ 894 نسمة ومساحتها 59.50 كم2 .